# Suellacabras
Suellacabras ist ein in der Sierra del Almuerzo nordöstlich der Provinzhauptstadt Soria in Kastilien-León in Spanien gelegene Gemeinde mit 33 Einwohnern (Stand: 2024).
In der örtlichen Thermalquelle Alhama („al-hamma“) entspringt der dem Ebro zufließende Fluss Soriano.
San Caprasio ist eine nahe gelegene Einsiedelei, in deren Vorhof eine Stele steht. Dieser wird die Eigenschaft zugeschrieben, dauerhafte Verbindungen zu stiften. Ein zyklopischer Mauerring von fünf Meter Höhe, der in dem Hausrest der späten Eisenzeit gefunden wurde, gehört zu den Los Castillares (Castros Sorianos) dieser Gegend. Hier liegt auch eine westgotische Nekropole mit Funden von Fibeln, Gläsern, Waffen und einem „Osculatorios“, einem Ring mit einer Taube (als Sinnbild des Heiligen Geistes), der von den arianischen Goten zum Segnen benutzt wurde.